# Guerres des Francs contre les Avars
Les guerres contre les Avars sont une série de campagnes menées par les Francs sur le Danube contre les Avars de Pannonie de 791 à 805, qui aboutissent à la soumission du khanat avar.
Les Avars, confédération de peuples cavaliers tengristes venus de la steppe eurasienne, se sédentarisent au VIe siècle dans les plaines de l'actuelle Hongrie. La définition des frontières avec l'empire carolingien entraîne une série de conflits, notamment en Bavière et dans le Frioul (788). Charlemagne décide d'entreprendre une expédition contre eux en 791.

## Première expédition de 791

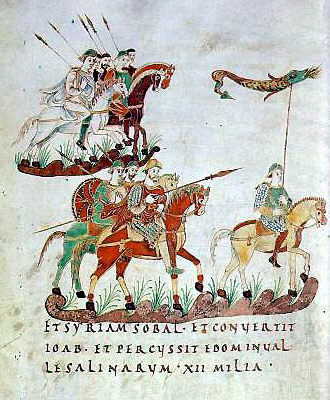
La cavalerie de Charlemagne, bibliothèque de Saint-Gall, IXe siècle

Charlemagne espère, grâce à cette expédition, s'emparer du trésor avar ; afin de légitimer son entreprise, il présente ce trésor comme un butin amassé par les Avars au cours de razzias. Ce trésor qui attise sa convoitise est mis à l'abri dans un camp fortifié gardé - le « Hring » - qui est en quelque sorte la capitale de l'empire avar. La conquête du royaume des Avars implique la prise de ce camp, situé entre le Danube et son affluent le Theiss.
Les sources dont dispose l'historiographie sont principalement des sources carolingiennes qui adoptent le point de vue des Francs.
Charles aurait rassemblé, au cours de l'été 791, à Ratisbonne, une armée composée de Saxons, de Frisons, de Francs, de Thuringes et de Bavarois. La bataille n'aurait pas eu lieu en raison du manque de fourrage.

## Prise du Hring avar

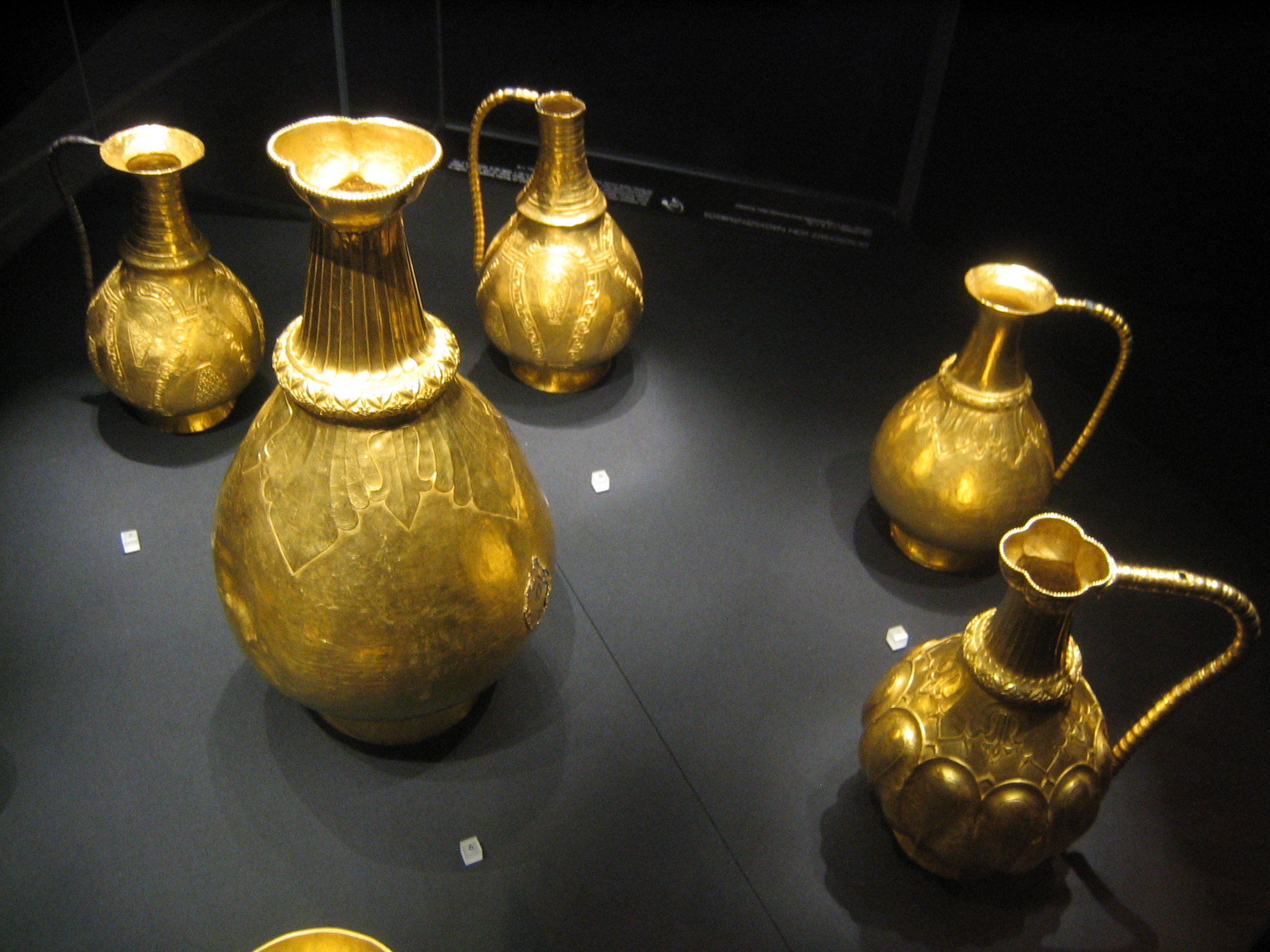
Le trésor de Nagyszentmiklós, découvert en Hongrie en 1799, probablement enterré vers 796, après la prise du Ring Avar. Il contient vingt-trois objets en or, présentant des motifs de griffes et sarments dont douze portent des inscriptions runiques, grecques ou turques (musée d’Art et d’Histoire de Vienne).

Le Hring avar est la capitale du territoire où les Avars s'étaient sédentarisés au centre de l'Europe (Hongrie actuelle). C’est une fortification ronde en terre couverte de palissade dans laquelle les nomades Avars conservent leur trésor ; il est situé sur la rive gauche du Danube, en Pannonie, 
En 796, le duc de Frioul, Éric, organise une expédition contre la capitale avar, le Hring, pillé sans rencontrer de résistance. Le roi d’Italie Pépin envahit alors le pays avec des forces plus considérables. Le khagan  vient à sa rencontre pour faire sa soumission mais ne peut éviter que le Ring Avar soit pillé une seconde fois. Le khagan ou tudun (titre turc pour khagan) continue à gouverner comme vassal du roi franc jusqu’au Danube. 
La prise du butin du Ring Avar (quinze chars d’or auraient été envoyés à Aix) joue un rôle considérable dans la puissance de Charlemagne et lui permet de récompenser largement ses fidèles.
On estime que ce seul butin a contribué à un mouvement d'inflation sensible dans l'ensemble de l'empire carolingien.
L'historiographie moderne a longtemps suivi les annales du ixe siècle, qui présentent les peuples menaçant l'empire carolingien comme des païens et des pillards, tandis que les Francs seraient soit des victimes utilisant leur droit de légitime défense, soit des acteurs glorieux de l'expansion carolingienne. L'historien Rodolphe Keller met en évidence un discours de justification des expéditions militaires développé par l'entourage de Charlemagne, discours qui mobilise des références religieuses et l'idée de guerre juste, mais qui exalte aussi la force armée et même le pillage de trésors pris à l'ennemi.

## Révoltes avares et nouvelles expéditions franques
Une première révolte est réprimée en 799 par le préfet de la marche bavaroise Gérold.
En 802, les comtes francs Cadalo et Gontran auraient été tués au combat contre les Avars révoltés. Charlemagne décide d’envoyer des expéditions à partir de la Bavière. Les Francs ravagent la Pannonie, faisant de nombreux captifs et décimant la noblesse avare. Le tudun fait acte de soumission[réf. nécessaire].
Les derniers rebelles avars à l'autorité carolingienne sont battus en 805. Cette année-là, le kapkhan Théodore, un prince avar converti au christianisme, se rend à Aix-la-Chapelle pour implorer Charlemagne de lui accorder un territoire à l’Ouest de la Raab, afin qu’il puisse installer son peuple à l’abri des agressions slaves. Quelques mois plus tard, un autre prince avar, qui prétend au titre de khagan, envoie des ambassadeurs à l’empereur pour lui demander de confirmer son autorité sur l’ensemble du peuple avar. Il l’obtient à condition de se faire baptiser, ce qu’il fait en prenant le nom d’Abraham. Le khanat avar, réduit à ses possessions occidentales, résiste quelque temps sous la protection franque, puis se désagrège devant l’expansion bulgare et slave[réf. nécessaire].